# Избори за посланике Народне скупштине НР Србије 1953.
Гласање је вршено куглицама до новембарских избора 1953, када се по први пут уводе гласачки листићи.
За Републичко веће и Веће произвођача Скупштине НР Србије 1953, изабран укупно 291 посланик. Изабрано је 174 посланика за Републичко веће и 117 посланика за Веће произвођача.

## Бирачко тело и излазност бирача у НР Србији 1953.
- Уписани бирачи – укупно: 4 493 644
- Бирачи који су гласали – свега: 3 847 948
- Бирачи који су гласали – %: 85,63%[3]